# Jean Ganeval

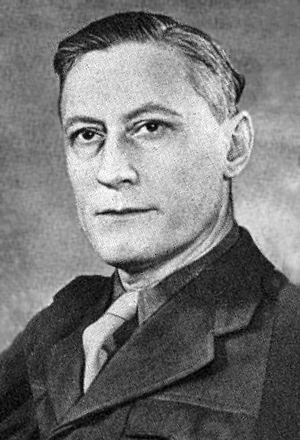
Jean Ganeval

Jean Joseph Xavier Émile Ganeval (* 24. Dezember 1894 in Brest, Finistère; † 12. Januar 1981 in Paris) war ein französischer Général de corps d’armée und Politiker. Vom 4. Oktober 1946 bis 30. September 1950 war er Kommandant des französischen Sektors von Berlin.

## Jugend und Erster Weltkrieg
Ganeval wuchs als Sohn des Général de brigade Marie François Adolphe Gabriel Ganeval, Kommandant der 2. Brigade des Expeditionscorps für den Orient (Corps expéditionnaire d’Orient), in verschiedenen Garnisonstädten auf. Er besuchte das Collège Saint-Sigisbert und das Lycée Henri-Poincaré in Nancy, wo er sein Baccalauréat ablegte.
Im Jahr 1914 wurde Ganeval für die Ausbildung an der renommierten Militärschule Saint-Cyr zugelassen. Bei Ausbruch des Ersten Weltkriegs meldete er sich als Freiwilliger zur Infanterie, wo er sich für acht Jahre verpflichtete. Seinen Dienst versah er zunächst beim 59e régiment d’infanterie in Pamiers und Foix. Die Armeeführung beförderte ihn 1915 zum Sous-lieutenant und 1916 zum  Lieutenant. Am Ende des Krieges war er Capitaine und mit dem Croix de guerre und dem Orden der Ehrenlegion (Ordre national de la Légion d’honneur) ausgezeichnet.

## Zwischenkriegszeit
Von 1919 bis 1920 war Ganeval Mitglied der Französischen Militärmission in Berlin. Ab 1926 schickte man Ganeval zur Mitarbeit im Deuxième Bureau nach Syrien, das damals unter französischem Protektorat stand. Er war hier an Aktionen gegen die Drusen beteiligt, wofür er das Kriegskreuz für externe Einsätze (Croix de guerre des Théâtres d’opérations extérieurs) erhielt. 1928 kam er nach Worms zum Stab des 168e régiment d’infanterie (deutsch: 168. Infanterieregiment), das an der Besetzung des Rheinlands teilnahm. Danach wurde das Regiment in ein Festungsregiment umgewandelt und in Thionville an der Maginot-Linie stationiert.
Seine nächste Station waren die baltischen Staaten, wo er von 1933 bis 1937 Militärattaché war. Danach wurde er zum Bataillonskommandeur ernannt und erhielt das Kommando eines Bataillons des 39e régiment d’infanterie in Rouen. 1940 wurde er Militärattaché in Finnland und kehrte nach dem Ende des Winterkriegs nach Frankreich zurück. Die finnische Niederlage löste bei ihm nicht nur eine unerwartete Abreise, sondern einen gewissen Antikommunismus aus.
Bei seiner Ankunft in Frankreich erlebte er das Ende des Westfeldzugs beim 23e régiment d’infanterie als lieutenant-colonel (dt.: Oberstleutnant) in Toulouse.

## Résistance
Ab 1941 engagierte er sich bei der Widerstandsgruppe Combat und beim Spionage-Netzwerk Mithridate. Diese Periode seines Lebens ist durch die Persönlichkeit De Gaulles beeinflusst und prägte seine weitere militärische Karriere und sein politisches Leben. Im Oktober 1943 wurde er verhaftet und in das KZ Buchenwald deportiert, das er erst nach der Befreiung 1945 verlassen konnte. Seine Taten brachten ihm einen dritten Palmenzweig zum Croix de Guerre und die Médaille de la Résistance ein und er wurde zum Général de brigade befördert.

## 1946–1950: Französischer Stadtkommandant in Berlin

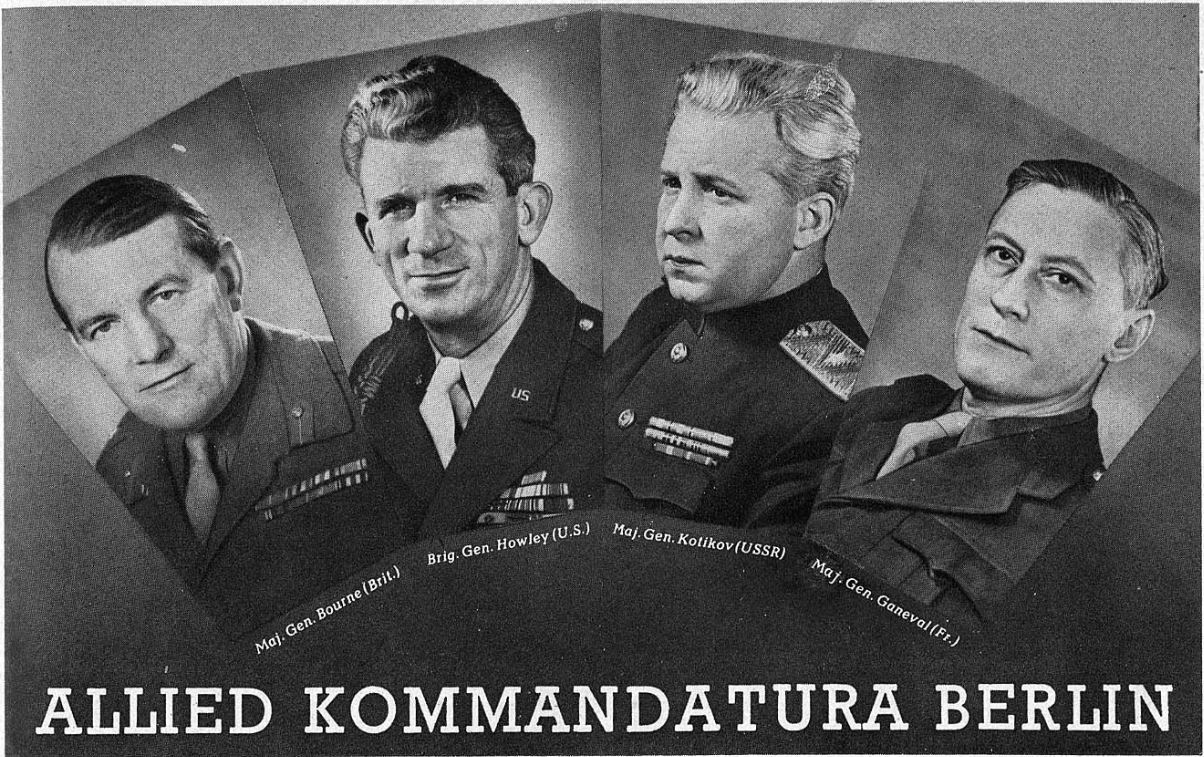
Die vier alliierten Stadtkommandanten 1949: Bourne, Frank L. Howley, Alexander Kotikow, Ganeval

Nach dem Ende des Zweiten Weltkriegs nahm er seine militärische Karriere wieder auf und wurde zunächst stellvertretender Oberbefehlshaber der französischen Besatzungsarmee. Am 4. Oktober 1946 wurde er Kommandant des französischen Sektors von Berlin. Trotz schlimmer Erfahrungen im deutschen Konzentrationslager Buchenwald kam er nicht als Rächer nach Berlin, sondern suchte die Verständigung und die Versöhnung mit der Bevölkerung. Viele Berliner erinnern sich an ihn als einen feinsinnigen und verständnisvollen Menschen. Bei seinen alliierten Kollegen genoss er Hochachtung, was der Durchsetzung französischer Positionen in der Alliierten Kommandantur kaum zugutekam.

### Wahrnehmung von zivilen Kontrollaufgaben
Als es 1950 zu einer Kontroverse mit dem französischen Regisseur Claude Lanzmann kam, der damals als Lektor an der neu gegründeten Freien Universität Berlin (FU) tätig war, verbot Ganeval das Seminar und die Veröffentlichung der Artikel im französischen Sektor. Lanzmann hatte in der damals in Ost-Berlin erscheinenden Berliner Zeitung einen Beitrag über die Entnazifizierung an der FU veröffentlicht, über die er in seiner 2009 erschienenen Autobiografie Le lièvre de Patagonie (Der patagonische Hase) schrieb: „Die Freie Universität war zu jenem Zeitpunkt ein Schlupfwinkel für Nazis, die Entnazifizierung, von der man vorgab, dass sie überall zur Tagesordnung gehörte, war dort nichts als ein Spaß gewesen“.:259 Zudem griff er den Rektor der FU, Edwin Redslob, an. Ganeval verbot auch ein Seminar von Lanzmann über Antisemitismus. Als sich der damalige Oberbürgermeister von Berlin, Otto Ostrowski, weigerte, die SED-Funktionäre aus dem Magistrat zu entlassen, stellte seine eigene Fraktion am 11. April 1947 einen Misstrauensantrag gegen ihn, der auch mit Mehrheit angenommen wurde. Ganeval setzte sich während dieser Krise um Ostrowski für eine rasche Beilegung des Konflikts ein. Ein Fehlverhalten des Bürgermeisters konnte er nicht erkennen, aber er akzeptierte das demokratisch zustande gekommene Votum der Stadtverordnetenversammlung, die Ostrowskis Abwahl vorantrieb.

### Ganevals Rolle während der Berlin-Blockade 1948

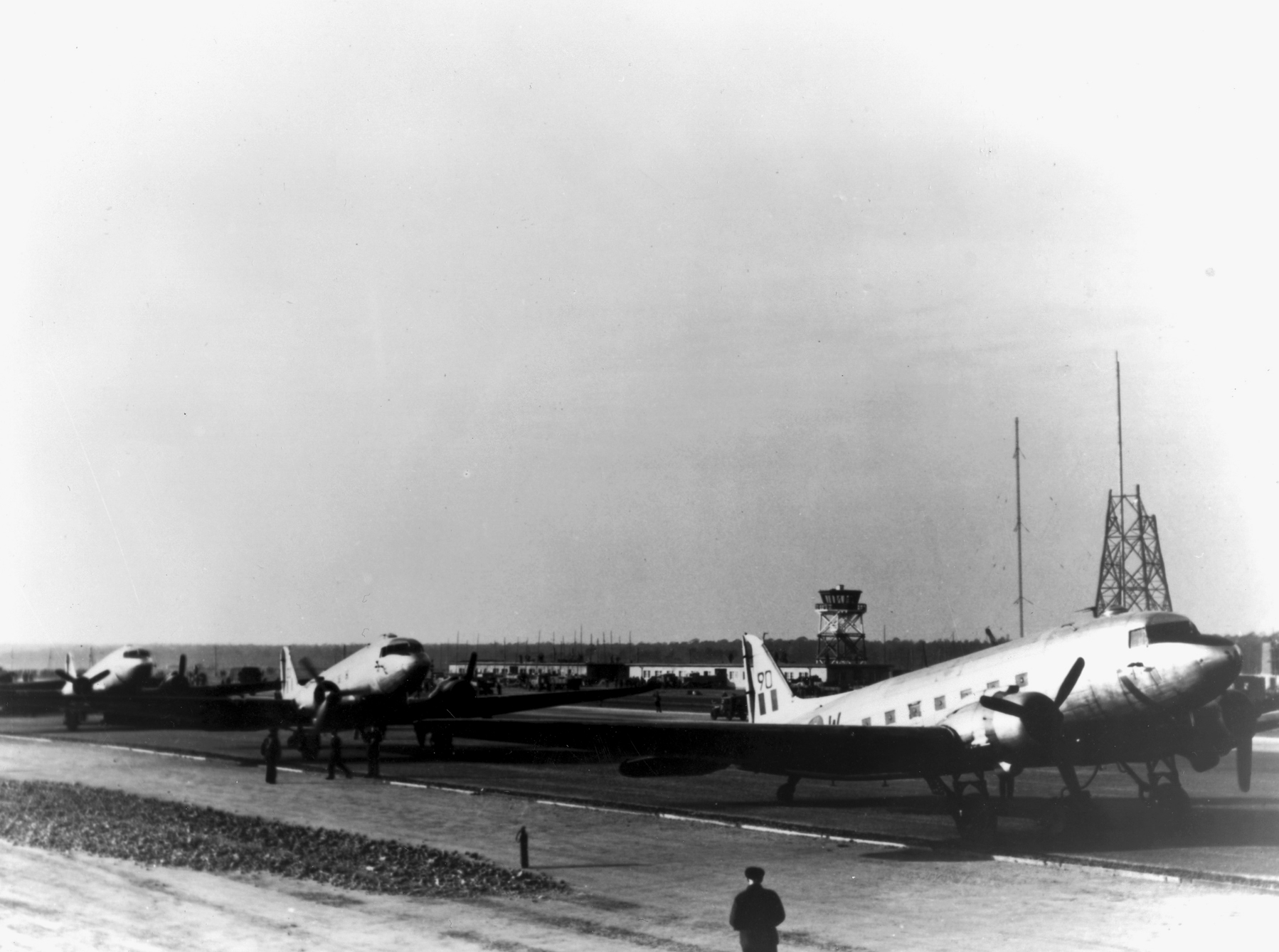
Royal Air Force DC-47; im Hintergrund die Sendemasten des Berliner Rundfunks

Eine besondere Rolle spielte Ganeval zur Zeit der Berliner Luftbrücke beim Bau des neuen Flughafens in Berlin-Tegel. Mit Einwilligung der französischen Militärregierung wurde ab dem 5. August 1948 innerhalb von 90 Tagen ein neuer Flugplatz errichtet und Anfang Dezember 1948 offiziell eingeweiht. Hier befanden sich auf dem Gelände der Justizvollzugsanstalt Tegel zwei Sendetürme des Senders Tegel, in rund 1.300 Meter Entfernung zur Landebahn, die dem unter der Kontrolle der Sowjetischen Militäradministration stehenden Radiosender Berliner Rundfunk dienten. Da die Türme angeblich den Flugbetrieb gefährden würden, ließ sie Ganeval am 16. Dezember 1948 von französischen Pionieren sprengen, was Proteste der Sowjetischen Militäradministration und weitere Debatten auslöste. Als ihn danach sein sowjetischer Kollege General Alexander Kotikow zur Rede stellte und ihn fragte: „Wie konnten Sie das nur tun?“, soll er nur lakonisch geantwortet haben: „Mit Dynamit, mein Bester“ (« Avec de la dynamite, mon cher »). Diese Aktion brachte den Franzosen ein gewisses Prestige bei der Berliner Bevölkerung ein, das sie zuvor hauptsächlich wegen der Nichtteilnahme an der Luftbrücke nicht besessen hatten. Der Grund dafür war die geringe Anzahl an Transportflugzeugen der französischen Luftstreitkräfte, die zudem im Indochinakrieg gebunden waren.
Ab 29. Oktober 1945 hatte die Sowjetische Militäradministration in Deutschland den Franzosen einen großen Teil der Gemeinde Stolpe überlassen, um dort einen französischen Militärflugplatz zu errichten, der aber nicht realisiert wurde. Der Oberbefehlshaber der französischen Besatzungstruppen Kœnig bot nach der Aktion dem Chef der SMAD General Sokolowski als Entschädigung für die Sprengung die Rückgabe des ungenutzten Gebietes an. Am 28. Dezember 1948 wurde der Ortsteil daraufhin wieder in die Sowjetische Besatzungszone eingegliedert.

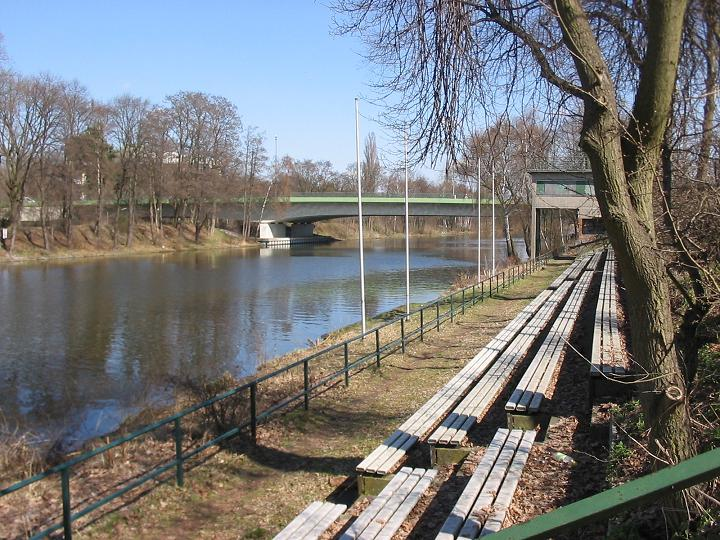
General-Ganeval-Brücke über den Berlin-Spandauer Schifffahrtskanal

Die Gründung der Katholischen Schule Salvator in Berlin-Waidmannslust fand besondere Unterstützung durch Ganeval. Die Gründerin der Schule, Mater Luminosa Wimmer, war General Ganeval aus privaten Kontakten bekannt, und er war von ihrem Engagement für einen Neuanfang im Schulwesen beeindruckt. In der Alliierten Kommandantur wurde die Einrichtung von Privatschulen mit Skepsis betrachtet, auch von Frankreich, das ein demokratisch kontrolliertes Schulsystem befürwortete. Für die Eröffnung der Schule von Mater Luminosa Wimmer sprachen mehrere Gründe: Zum einen sollte sie die ohnehin überfüllten staatlichen Einrichtungen in Reinickendorf entlasten, zum anderen überzeugte Ganeval die Ausstattung und die Qualifikation der Unterrichtenden, von denen die meisten während des Nationalsozialismus Unterrichtsverbot gehabt hatten. Im September 1947 erhielt Wimmer schließlich die Zulassungsgenehmigung. Am 4. November desselben Jahres wurde der Unterricht mit 70 Schülerinnen aufgenommen.
Ganevals Zeit als Stadtkommandant endete am 30. September 1950.

### Ehrungen für seine Tätigkeit als Französischer Stadtkommandant
Im Jahr 1950 wurde er vom amerikanischen Hochkommissar John McCloy mit dem Orden Legion of Merit (Commander) ausgezeichnet. In Berlin ist die General-Ganeval-Brücke, welche die Zufahrtsstraße zum Flughafen Tegel über den Berlin-Spandauer Schifffahrtskanal führt,  nach ihm benannt.

## Weitere militärische und politische Karriere
Im Jahr 1950 wurde Ganeval zum Général de division (dt.: Generalmajor) befördert. Die Armeeführung berief ihn ab 1. Oktober 1950 zum Hochkommissar im Amt für militärische Sicherheit in Koblenz. Am 9. Oktober 1951 leitete er die französische Delegation für die Expertenkonferenz über die Kontrolle der Sicherheit in Deutschland in London. Später wurde er Chef des persönlichen Stabes unter den Verteidigungsministern Georges Bidault und René Pleven. Im Januar 1954 wurde Ganeval Chef des militärischen Generalsekretariats von Präsident René Coty und verhandelte in dieser Funktion mit der Entourage De Gaulles über dessen Rückkehr im Juni 1958.
Zum Ende der IV. Republik nahm Ganeval Anfang 1959 seinen Abschied als General und bewarb sich als Kandidat der Gaullisten (UNR) für den Senat. Er wurde am 26. April 1959 gewählt und bekam einen Platz im Ausschuss für Auswärtige Angelegenheiten und Verteidigung. In dieser Funktion prüfte er zwei Mal das Verteidigungsbudget, 1963 und 1967. Am 3. Mai 1961 verließ er seine Fraktion wegen Meinungsverschiedenheiten zur Algerienpolitik von General De Gaulle. Seinen Sitz im Senat behielt Ganeval als Fraktionsloser, bis er am 3. Oktober 1962 den Unabhängigen Republikanern (Républicains indépendants) von Valéry Giscard d’Estaing beitrat. Obwohl er die Reformen und die Projekte der Militärgesetzgebung der De Gaulle-Regierung unterstützt hatte, sah er aufgrund seiner Erfahrungen als Prüfer sowohl die Auswahl der Verteidigungsmittel als auch die nationale Unabhängigkeit kritischer.
Deshalb trat Ganeval zur Neuwahl am 22. September 1968 nicht mehr als Kandidat an. Er, der nie seine Heimat in der Politik gefunden hatte, zog sich aus allen politischen Aktivitäten zurück, blieb aber geografisch in der Nähe. Er starb am 12. Januar 1981 in seinem Pariser Wohnsitz, am Boulevard Raspail, nicht weit vom Senat entfernt. Seine Totenmesse wurde in der Kirche Notre-Dame-des-Champs in der Nähe des Palais du Luxembourg gefeiert, an dem der Senat seinen Sitz hat.

## Auszeichnungen
- Großkreuz der Ehrenlegion
- Croix de guerre 1914–1918
- Croix de guerre des Théâtres d’Opérations Extérieurs
- Croix de guerre 1939–1945
- Rosette de la Résistance
- Kommandeur des Ordre de la Santé publique
- Military Cross
- Kommandeur der Legion of Merit